# Hat (Ozirisz-főpap)
Hat ókori egyiptomi pap volt, Ozirisz főpapja Abüdoszban a XIX. dinasztia idején, I. Széthi uralkodása alatt.
Egy To (vagy Tjai) nevű főpapot követett, akinek valószínűleg sógora volt. Feleségét Juinak hívták. Egy fiuk ismert, Meri, aki követte apját a főpapi székben. Meri felesége Maianui, To lánya volt.
Hatot említik fia, Meri és unokája, Wenennofer Ozirisz-főpap kettős szobrán (ma a kairói Egyiptomi Múzeumban, JdE 35257). A szöveg azonosítja Merit Hat és Jui fiaként. Egy Abüdoszban talált családi emlékművön (Kairó, JdE 35258) szintén szerepel Hat neve, itt nemesemberként, isteni atyaként és Ozirisz pecséthordozójaként nevezik meg.

## Fordítás
- Ez a szócikk részben vagy egészben  a   Hat (High Priest of Osiris) című angol Wikipédia-szócikk ezen változatának fordításán alapul.  Az eredeti cikk szerkesztőit annak laptörténete sorolja fel. Ez a jelzés csupán a megfogalmazás eredetét és a szerzői jogokat jelzi, nem szolgál a cikkben szereplő információk forrásmegjelöléseként.